# اسلام در ویتنام
مسلمانان ویتنام اغلب از قوم شامی (چامی) هستند که با مسلمانان کامبوجی ریشه مشترک دارند. جمعیت آنان بالغ بر ۷۰ هزار نفر است. تعدادی از ویتنامی‌های اسلام آورده نیز جزو آنها هستند که در هانوی پایتخت ویتنام زندگی می‌کنند.